# Teatro de marionetas de Bakú
El Teatro de marionetas de Bakú (Bakı Marionet Teatrı) establecido por el director y artista Tarlan Gorchu a mediados de 1980. Se encuentra ubicado en la ciudad de Bakú (Azerbaiyán).

## Historia
La primera representación del Teatro de Marionetas fue la ópera Arshin mal alan de Uzeyir Hajibeyov, estrenada en Francia en 1990. La prensa francesa escribió: «¡Las marionetas son capaces de todo!», «¡Dos noches más de alegría!» Así, por voluntad del público, se realizaron actuaciones adicionales de Arshin mal alan.
En 1993 el teatro pasó a ser el teatro municipal y en 2013 se incorporó a la administración del Icherisheher. Unas condiciones más favorables permitieron al equipo concentrar toda su energía creativa en la puesta en escena de la ópera de Uzeyir Hajibeyov Leyli y Medzhnun. En 2016, la compañía pudo actuar por primera vez en su escenario permanente.
La fachada del edificio histórico fue diseñada a finales del siglo XIX con elementos arquitectónicos clásicos rusos y decoración europea. En la década de 1960, se produjo un fuerte incendio en el edificio y éste cayó en un estado deplorable. Aunque el edificio fue construido en los años 80. Últimamente, se encargó por parte del Teatro de Marionetas, y fue cuando se realizaron las principales obras de reconstrucción y renovación.
En 2013, el Teatro de Marionetas de Bakú fue incluido en la Administración de la Reserva Histórico-Arquitectónica Estatal 'Icherisheher bajo el Gabinete de Ministros de la República de Azerbaiyán. Con el gran apoyo de la primera dama y del primer vicepresidente de la República de Azerbaiyán, Mehriban Aliyeva, el departamento Icherisheher asignó fondos para la restauración. Finalmente, los trabajos de restauración y reparación terminaron en 2016 y el equipo del Teatro Marionetas se instaló en su domicilio permanente.

## Arte del teatro
El legado creativo de Uzeyir Hajibeyov forma el repertorio del Teatro de Marionetas. Este enfoque parte de la idea conceptual del creador y director artístico del teatro Tarlan Gorchu. Actualmente, el teatro presenta una actuación escenificada basada en dos obras de Uzeyir bey: Opera Arshin Mal Alan (1913/1990) y la ópera Leyli y Medzhnun (1908/2016). Al mismo tiempo, se está trabajando en nuevas actuaciones de marionetas que promueven el legado creativo del compositor. El poder de la música de Uzeyir se refleja en todas las muñecas de marionetas del teatro, en el escenario y en las actuaciones de los actores. Es por eso que las representaciones teatrales son comprensibles e interesantes para todos, independientemente del idioma y la edad. Las actuaciones exitosas en países como Francia, Alemania, Estados Unidos, Rusia, Polonia y Suiza tienen un lugar digno en el mapa itinerante internacional del teatro.